# Ритм (підприємство, Чернігів)
ПАТ «Ритм» (колишнє АТЗТ «Ритм») — м'ясопереробне підприємство в Чернігові. Підприємство переробляє м'ясо і рибу, виготовляє більше 60 видів ковбасних виробів. На підприємстві діє сертифікована система управління якістю у відповідності до вимог ISO 9001:2000.

## Історія
У 1992 році на базі Чернігівського птахокомбінату (шляхом укладення з Фондом Держмайна Договору оренди майна підприємства, з наступним викупом цього майна) було створено Орендне виробниче підприємство «Ритм».
У 1994 році було збудовано ковбасний цех.
2 січня 1995 року Орендне виробниче підприємство «Ритм» перетворено в Акціонерне товариство закритого типу «Ритм».
У 1996 році було введено в дію лінію по виробництву м'ясних консервів, в 1998 році було відкрито цех соління та копчення риби.
5 травня 2010 року на виконання вимог Закону України «Про акціонерні товариства» та згідно рішення Загальних зборів акціонерів (Протокол № 1 від 19.04.2010 року) АТЗТ «Ритм» перейменовано на Публічне акціонерне товариство «Ритм». Було випущено 70 555 075 шт простих іменних акцій номінальною вартістю 50 коп на загальну суму 35 млн гривень. Таким чином, статутний капітал товариства складає 35 млн гривень. ТОВ "Управлінське товариство «УЛФ» володіє 70 млн акцій із 70 555 075 шт. (Агрохолдинг).
У 2006 році ковбаса варено-копчена «Сервелат Імбирний» вищого ґатунку підприємства отримала нагороду — лауреат конкурсу «Чернігівська якість-2006».
У середині 2000-х років підприємство під час керівництва Олександра Кириченка провело модернізацію.